# Funaria ampliretis
Funaria ampliretis là một loài Rêu trong họ Funariaceae. Loài này được (Rehmann ex Müll. Hal.) Broth. mô tả khoa học đầu tiên năm 1903.